# 內湖伍角船板
內湖伍角船板，是曾位於台灣台北市中山區的台灣菜餐廳，為藝術家謝麗香第四家的伍角船板餐廳分店，以建築風格怪異聞名。

## 建築
此建築座落於美麗華購物中心旁的中山區，為謝麗香所設計、第四家的伍角船板餐廳分店，於2006年5月開幕。店的外觀，最顯眼的莫過於兩位高大的草裙舞長髮女子身像，這也是施工中最困難的部份。
建築高度將近二十四公尺，等於一般建築的八層樓高，而謝麗香的設計卻採只有四樓的挑高樓層。該店規模比其他分店大，大約有850個座位。消費者得先走上一段景觀步道才能進入1400坪大、使用大量的水泥雕、鐵雕、木雕、陶雕的餐廳內。
別於伍角船板白河店與台中店皆頗受讚賞，內湖店建築褒貶不一。2006年末，《EGG雜誌》與準建築人手札網站合辦第二屆「台灣憂質建築厚里豆獎」，票選台灣「有礙觀瞻、影響市容、對生理及心理健康有害的建築物」，將此建築入選。網友形容它像「蛇髮魔女的巢穴」。

## 料理
內湖店經理楊萬輝表示，伍角船板每一家店都有不同特色，不只菜色各異，連裝潢和內部使用的餐具，也都完全不同。旅遊生活頻道「全球怪餐廳」節目主持人鮑伯·布魯莫（Bob Blumer）評價此間餐廳的台灣料理說有些怪餐廳的食物並不美味，但這家是大力推薦。

## 經營
投資金額約新台幣2億元。內湖店營業最高峰時，單月營業額可達1500萬元，為伍角船板六家店中經營最久、也是最後結束營業者。曾被台北市政府建管處發現逃生通道及安全梯堆積雜物，嚴重妨礙逃生避難，當場處6萬元罰鍰。勞動部亦查獲該店有超時工作、建教生所簽訓練契約未送主管機關核備的情形。
2017年初，結束營業。謝麗香透露後來多靠東南亞旅行團消費維持，經營不易。加上，此店租金從單月月租金65萬元，漲至80萬元，連同周圍停車場，月租金就需100萬元。不過，她說那段時間執著在建築物，現在則是木雕；以及解釋歇業主因，還是因租約到期。

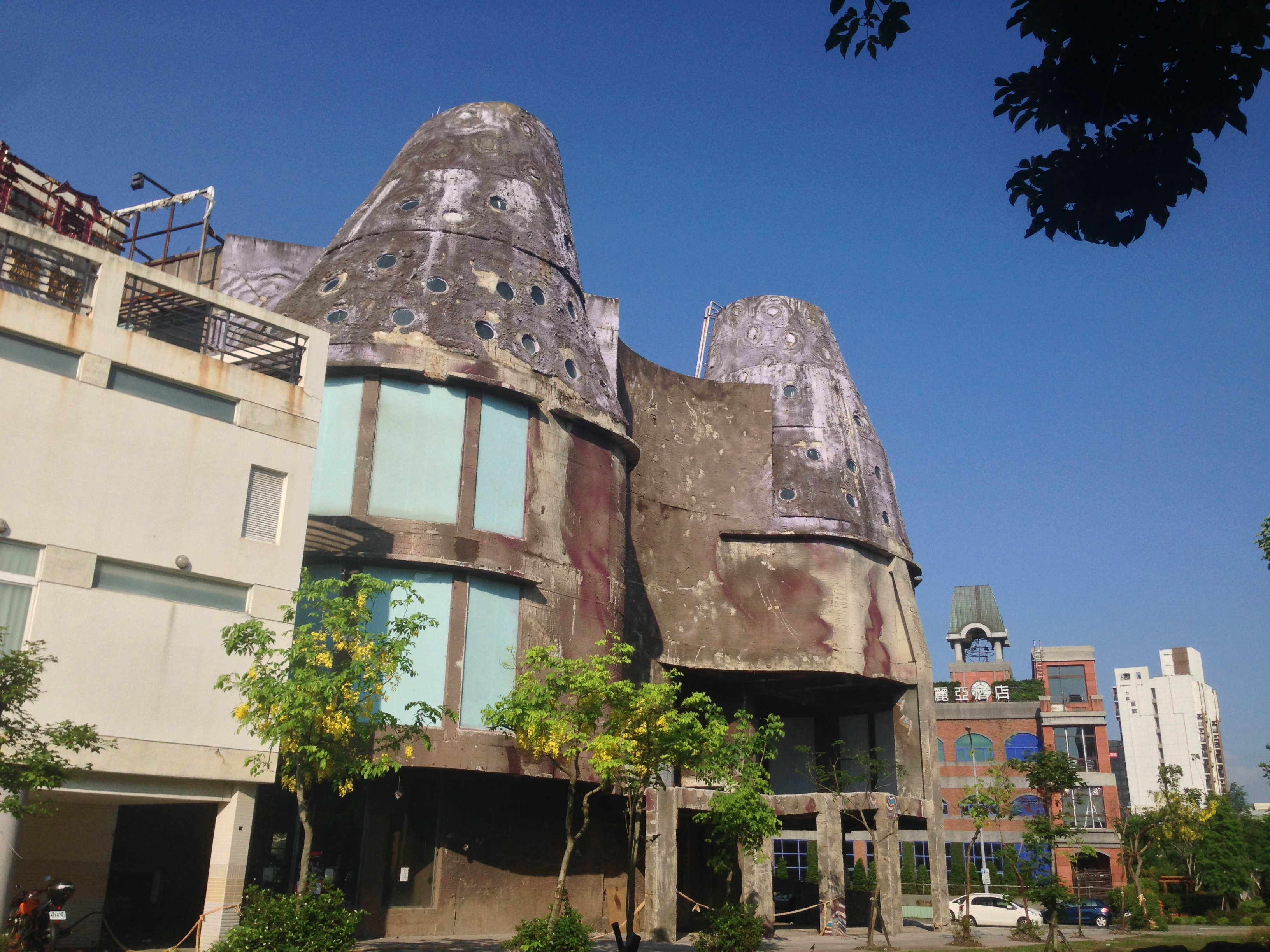
拆除中的內湖伍角船板。